# تل الجوخدار

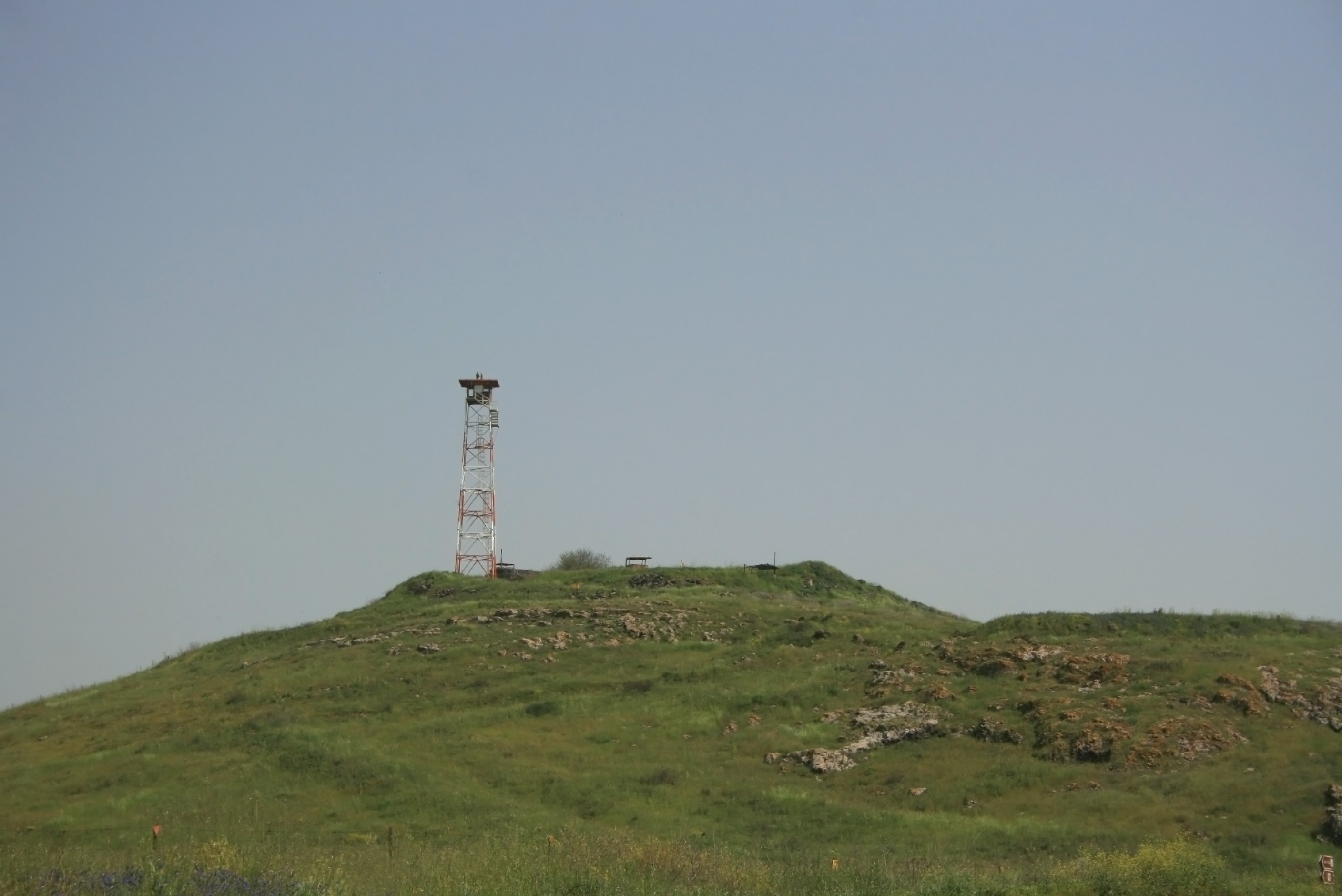
تل الجوخدار

تل الجوخدار (بالعبرية: גבעת אורחה‏) تل بركاني يقع بالقرب من قرية الجوخدار جنوب تل الفرس ويبعد عنه 4 كم ويبلغ ارتفاعه 646 متر (2,119 قدم) احتلته إسرائيل في حرب 1967 واستعادته القوات السورية في حرب 1973.